# ピナコロン
ピナコロン (pinacolone) とはケトンの一種の有機化合物。ピナコールからピナコール転位により合成される。発見は1866年で、ペパーミントに似た匂いを持つ。
殺菌剤のトリアジメフォンや除草剤のメトリブジンの合成中間体となるトリアゾリルピナコロンの合成に、ピナコロンが用いられる。
消防法に定める第4類危険物 第1石油類に該当する。